# Уве Бергер
Уве Бергер (на немски: Uwe Berger) е германски поет, белетрист, есеист и преводач.

## Биография и творчество
Уве Бергер е роден в Ешвеге в семейството на банков директор.
Още ученик, в края на Втората световна война, Бергер е призован да служи в противовъздушната отбрана на Берлин, а после и като младши военноморски офицер в Дания. След завръщането си в Германия следва германистика и изкуствознание в Хумболтовия университет в Берлин.
Уве Бергер започва литературния си път с абстрактни творби, но с време се утвърждава като поет на „новия живот“, който изобразява в различни стихотворни жанрове: от автобиографичната балада и философския сонет до гражданската поезия и интимно-лиричните импресии. Като познавач на класическата и съвременната немска поезия Бергер подготвя и издава съчиненията на Конрад Фердинанд Майер, Йоханес Р. Бехер и др., а така също (заедно с Гюнтер Дайке) обширната антология „Немска христоматия“ (1963), в която са събрани образци на немската лирика от ранните минезингери до Йоханес Р. Бехер, Георг Маурер и новите западногермански поети.

## Творби
В стихосбирките си „Бодилът в теб“ (1958), „Сърцето на Земята“ (1960), „Земя по пладне“ (1965), „Лица“ (1968), „Образи на превъплъщението“ (1971), „Кремък“ (1974), „Усмивка в полет“ (1975), както и в цикъла „Мечта на пътищата“, Уве Бергер представя дните на своето поколение в историческа перспектива и в духовна приемственост. Той е автор и на проникновена любовна поезия, включена в стихосбирките „Тихи думи“ (1978), „Излизане от тишината“ (1982), „Това отражение в очите ти“ (1985), „Мечтата на Орфей. Любовна лирика 1949-1984“ (1988), „Дъх“  (2003).
Поетът много пътува и през 1978 г. посещава България. Художествен резултат от опознаването на множество страни и народи са стихосбирките му „Пространства“ (2004) и „Проходими думи“ (2006).

## Признание
За творчеството си Уве Бергер е отличен с литературната награда на Министерството на културата на ГДР „Хайнрих Хайне“ (1968) и „Националната награда на ГДР“ (1972).